# Herr Meets Hare
Pour plus de détails, voir Fiche technique et Distribution.
Herr Meets Hare est un cartoon réalisé par Friz Freleng sorti en 1945.
Il met en scène Bugs Bunny et un chasseur allemand, une parodie d'Hermann Göring.

## Synopsis
Nous voyons un chasseur accompagné de son chien pister Bugs, qui cherche à rejoindre Las Vegas. Bugs trompe le chasseur en lui montrant le chemin et se déguise en Hitler après avoir monté le chasseur contre ce dernier. Il le met en sous-vêtements avant de s'apercevoir de la supercherie en l'embrassant (la moustache s'étant dessiné sur le chasseur).
Bugs charme l'allemand en se déguisant en Brunehilde et le fait trébucher puis assommer avant de s'enfuir. Bugs est finalement capturé par le faucon du chasseur et amené à Hitler. Ce dernier s'enfuit et nos découvrons finalement Bugs déguisé en Staline.